# 725 (číslo)
Sedm set dvacet pět je přirozené číslo. Následuje po čísle sedm set dvacet čtyři a předchází číslu sedm set dvacet šest. Římskými číslicemi se zapisuje DCCXXV a řeckými číslicemi ψκε.

## Matematika
725 je:
- Deficientní číslo
- Složené číslo
- Nešťastné číslo

## Astronomie
- (725) Amanda je planetka hlavního pásu, kterou objevil v roce 1911 Johann Palisa

## Roky
- 725
- 725 př. n. l.